# 조선 후기의 상업
이 문서는 조선 후기의 상업에 대해 설명한 글이다.

## 상업 자본의 발달
조선 왕조의 봉건적인 상업체제는 조선 후기에 들어서 이미 붕괴되기 시작하여, 17~18세기에는 그 양상이 현저하게 나타났다. 이 시대의 상업에서는 특히 대동법 시행 이후 나타난 공인(貢人)의 활동이 주목된다. 공인들은 한양에서는 육의전, 지방에서는 장시의 객주나 여각과 상거래를 하는 한편, 직접 수공업자를 거르린 도고(都賈)가 되기도 했다. 이는 상업자본이 형성되고 있음을 보여준다.
한양을 비롯한 전국 각지에서는 사상(私商)들의 활동이 활발해졌다. 가령 한양의 강상(江商), 개성의 송상(松商)의 활동이 그러했다. 그리고 의주(義州)의 만상(灣商)은 중강후시 혹은 책문후시의 사무역(私貿易)을 통하여 거부(巨富)가 된 사람들도 있었다.
이러한 사상들의 활약이 커짐에 따라 한양 상가의 모습도 변하여 갔다. 육의전의 존재는 점차 미약해졌고, 드디어 17~18세기에 걸쳐서 대두하게 된 난전은 금제하에서도 더욱 번성했다. 이 같은 사태에 대처해서 취하여진 조처가 이른바 신해통공책으로 지적되어 왔다. 한양 상가의 중심은 동대문의 이현(梨峴)·종로의 종루(鍾樓)·남대문의 칠패(七牌)의 3대시가 되었다.
여기서 상업 자본의 성장이라는 면에서 본다면, 17~18세기 이후 조선 왕조 상업계에 독점 상업을 전개함으로써 상업 자본 축적에 성공하고 있었던 도고 상업이 고려되어야 하겠다.
조선 후기에는 수공업에서도 새로운 양상이 나타나고 있다. 그리하여 전반적으로 볼 때 관영수공업은 점점 쇠퇴해가고 있었다. 공장안(工匠案)은 다만 장인세를 징수하는 대상자의 명부였을 뿐인 경우가 많았다. 그나마 정조 때인 18세기말경에는 공장안 자체가 폐지되고 말았다. 이것은 공장들이 독립하여 독자적인 수공업자가 되었다는 것을 의미한다. 대동법이 실시된 뒤에는 공인들의 발생과 함께 수공업이 더욱 성하게 되었다. 즉 수공업자들은 공인으로부터 주문을 받고 그들에게 판매할 물품을 생산하였다. 이리하여 독립적인 수공업자들은 자본을 축적할 수 있게 되었고, 이를 토대로 일반 시장을 상대하는 상품생산이 생겨났던 것이다.
광업은 중국과의 밀무역을 위하여 금과 은이 민간에서 많이 채굴되었고, 국가에서는 이를 공인하여 수세(收稅)하여 왔다. 그러나 국가의 수세는 공인된 광산을 줄이는 결과를 가져왔다. 그 대신 잠채하는 광산들이 증가하게 되었다.

## 상업의 발달

### 시전의 쇠퇴
조선 후기에는 도고(都賈)라고 불리는 독점적 도매 상업이 성행하였다. 도고상인은 관상(官商)인 시전 상인과 이른바 난전(亂廛)이라고 불리는 한양의 사상(私商), 그리고 공인(貢人) 가운데서 출현하였고, 지방의 상업도시에서도 나타났다.
먼저 시전 상인들은 국가로부터 난전을 금압할 수 있는 특권으로서 이른바 ‘금난전권’을 부여받았으므로 이를 이용하여 독점판매의 혜택을 오래 누렸다. 특히 시전 중에서도 비단·무명·명주·종이·모시·어물 등을 파는 육주비전은 16세기 말에 한양의 상권을 장악하였고, 조선 후기에도 수공업자를 지배하면서 큰 자본을 가지고 사상(私商)들과 경쟁하여 도고 활동을 전개하였다.
그러나 국가의 금압에도 불구하고 난전이 줄기차게 성장하여 마침내 1791년(정조 15)에 이른바 신해통공으로 육주비전을 제외한 나머지 시전인의 금난전권을 철폐하였다. 이로써 사상(私商)들은 육주비전 상품이 아닌 것은 자유스럽게 관상(官商)과 경쟁하면서 판매할 수 있게 되었고, 마침내 시전 이외의 새로운 시장을 형성하게 되었다. 동대문 부근의 이현(梨峴)과 남대문 밖의 칠패(七牌, 지금의 한양역 부근), 그리고 종로 근방의 종루는 3대 상가를 형성하여 국내외의 다양한 물종이 일반 시민을 상대로 거래되었다.
한양은 이제 국제적인 상업도시로 변모하였으며, 상인들이 시민을 상대로 호객하는 풍속이 나타나서, 마치 오늘의 남대문 시장의 풍속을 방불케 하였다. 번창한 상업도시로서의 한양의 면모는 19세기 초에 유행한 〈한양가〉라는 노래에 잘 나타나 있다.

### 사상의 발달
시전 상인이 사상(私商)의 침식을 크게 받은 것과는 대조적으로 공인(貢人)들의 활동은 사상의 침해를 받지 않는 가운데 특허상인으로서 날로 번창하였다. 공인들은 대개 시전 상인(市人)이나 경주인(京主人), 혹은 장인(匠人) 등 과거에 공납과 관련을 맺었던 부류에서 나왔으며, 선혜청이나 상평청·진휼청·호조 등에서 공가(貢價)를 받아 소요물품을 사서 관청에 납품하였다. 이들은 한 가지 물품을 대량으로 구입하는 관계로 큰 자본을 가지고 상품을 거래하였으며, 거래규모만큼 이득도 커서 손쉽게 자본을 축적하였다. 그러나 그들도 국가에 대한 국역(國役)으로서 공인세를 바치지 않으면 안 되었다.
사상(私商)들은 앉아서 판매하는 난전에만 종사한 것이 아니라, 전국의 지방 장시를 연결하면서 물화를 교역하기도 하고, 전국 각지에 지점을 설치하여 판매를 확장하기도 하였으며, 또 대외 무역에 참여하는 등 여러 가지 방법을 통해서 부(富)를 축적하여 갔다.
이러한 사상 중에서도 한양의 경강상인, 개성의 송상(松商), 동래의 내상(萊商), 의주의 만상(灣商), 평양의 유상(柳商) 등은 대표적인 거상(巨商)으로 출현하였다.
경강상인들은 한강을 이용하여 우수한 조선(造船)을 통해서 돈을 벌기도 하고, 미곡·소금·어물 등을 경기도와 충청도 일대에 판매하여 막대한 이득을 취하였다. 경강상인의 활동으로 뚝섬에서 양화진에 이르기까지 한강유역에는 많은 나루터가 늘어났으며, 지방민의 한양 유입에 따라 도성 밖에 많은 신촌(新村)이 건설되고, 한양의 행정구역도 4대문 밖으로 확대되었다.
개성의 송상들은 전국에 송방(松房)이라는 지점을 차려놓고 인삼을 직접 재배·판매하고, 의주와 동래상인을 매개로 하여 청·일간의 중개무역에 종사하기도 하였다.

### 장시의 발달
조선전기인 15세기 말에 전라도 지방에서 발생하기 시작한 장시(場市)도 조선 후기에는 전국적으로 확대되어, 18세기 중엽에는 1,000여 개소를 헤아리게 되었다. 이는 한 군현에 평균 3-4개의 장시가 형성된 것을 의미한다. 장시는 보통 5일마다 열려서 인근 주민들이 농산물과 수공업 제품 등을 교환하였고, 보부상이라는 행상단이 먼 지방의 특산물을 가지고 와서 팔았다.
그러나 장시는 시장의 기능만 가진 것이 아니라, 농민들이 서로 정보를 교환하고 음식을 즐기며, 각종 놀이도 구경하는 축제 장소이기도 하였다. 장시는 시간이 흐름에 따라 일부가 상설시장으로 발전하기도 하고 통·폐합하는 과정을 거쳐서 점차 대형화해 가는 동시에 전국적인 시장권을 확대해 갔다. 특히 항구를 낀 장시에서는 대규모 교역이 행해져서 도고업과 위탁판매업·창고업·운송업·숙박업·은행업 등에 종사하는 객주(客主)·여각(旅閣) 등이 나타나고, 거래를 붙이는 거간(居間)도 생겨났다.
그리고 한양 부근의 송파·칠패·이현, 누원(樓院, 한양 노원구) 등의 상인을 상대로 하는 중간도매상이 나타나 이들을 특히 중도아(中都兒)라고 불렀다.
장시가 발달함에 따라 도로도 많이 개설되었다.
배의 수송 능력이 커지고, 해로가 다시 개척되고 수상 운수도 발달하였다. 조선 후기 장시 가운데서 충청도의 강경, 전라도의 전주, 경상도의 대구·마산·안동, 황해도의 은파, 함경도의 원산, 강원도의 대화장(평창) 등이 유명하여 새로운 상업 도시로 성장해 갔다.

### 대외 무역
국내의 상업 발달과 병행하여 대외 무역도 활기를 띠었다. 17세기 중엽부터 청나라와의 무역이 활발해지면서 의주의 중강(中江)과 중국 봉황의 책문(柵門) 등 국경을 중심으로 관무역과 사무역이 동시에 이루어졌다. 이른바 의주의 만상이 사무역에 종사하였다. 청나라에서 들어오는 물품은 비단·모자·약재·말·문방구 등이었고, 조선에서 수출하는 물품은 은을 비롯하여 가죽·종이·무명 등이었으며, 19세기 이후로는 개성인삼(홍삼)이 대종을 이루었다.
한편, 17세기 이후로 일본과의 관계가 점차 정상화되면서 대일 무역도 활발하게 전개되었다. 조선에서는 인삼·쌀·무명 등이 나가고, 청나라에서 수입한 물품을 중개하였다. 반면에 일본으로부터는 은·구리·유황·후추 등을 들여오고, 은을 다시 청나라에서 수출하여 중간이득을 취하였다. 대일 무역에서는 특히 동래(왜관) 상인(萊商)의 활약이 컸다.

### 도고 상업의 발달
조선 후기의 보편적인 상업 형태인 도고 상업의 발달은 유통경제를 활성화시키고 상업 자본의 축적을 가져왔으며, 그 자본의 일부는 정치자금으로 이용되었다.
그러나 한편으로는 많은 영세상인의 몰락을 가져왔을 뿐 아니라, 상품 판매의 독점 행위를 이용하여 물가를 올리기도 하고, 국가에 대한 탈세 행위가 논란이 되었다. 그리하여 국가는 도고 상업이 국가와 민생에 끼치는 폐단을 우려하여 이를 막는 정책에 부심하였고, 유수원(柳壽垣)을 비롯한 많은 지식인들도 사상과 도고에 대하여 비판적인 입장을 취하였다. 그러나 18세기 후반에는 상공업 진흥을 강조하는 북학(北學)이 대두하여 지식인들의 상업관이 크게 변하였다.

### 화폐 주조
상공업이 진흥함에 따라 금속 화폐에 대한 수요가 커지게 되었다. 1678년(숙종 4년)에 상평통보라는 동전(속칭 엽전)을 주조한 이래로 계속하여 화폐를 주조하였는데, 17세기 말에는 전국적으로 유통되기에 이르렀다. 그러나 아직도 금속 화폐의 대종을 이룬 것은 은자(銀子)였으며, 그 밖에 미(米)·포(布)가 현물화폐로서 광범위하게 민간에 사용되었으므로 동전은 보조적 기능밖에 갖지 못하였다.
그러나 18세기 후반에 들어서서 관청이 대동미(大同米)와 기타 세금을 현물납부가 아닌 화폐로 납부할 것을 요구하고 사인 간 지대(地代) 역시 화폐로 지불되면서, 동전은 일차적인 유통수단의 지위를 넘어 그 자체가 하나의 가치가 있는 재화가 되었다. 이처럼 금속 화폐의 보급은 상품유통과 조세의 금납을 활성화시키는 데 크게 기여하였으나, 다른 한편으로는 심각한 사회문제를 일으키기 시작하였는데, 양반·상인이나 지주들이 화폐를 유통수단으로만 이용한 것이 아니라, 화폐 그 자체를 재산증식의 수단 즉, 투기의 대상으로 삼은 것이다. 그리하여 화폐의 실질가치는 명목가치보다 계속 증가하게 되어 국가가 동전을 대량으로 발행하면 할수록 사라지는 화폐가 많아지는 유통화폐의 부족을 가져왔으며 이러한 현상을 '전황(錢荒)'이라 한다.
화폐 유통이 가져온 치부욕과 전황, 그리고 그로 인한 빈부격차의 가속화 등은 18세기 중엽 이후 심각한 사회문제로 대두되어 실학자 이익(李瀷)을 비롯한 많은 식자들은 화폐의 공헌을 인정하면서도 그 부정적 기능에 대하여 심각한 우려를 나타내고, 일부에서는 화폐 폐지론까지 일어나게 되었다.

## 한국의 화폐
한국에서 조선 후기까지 쓰이거나 제조된 화폐는 다음과 같다.
| 화폐일람표 | 화폐일람표 | 화폐일람표                                                                        |
| --- | --- | --------------------------------------------------------------------------------- |
| 명칭 | 연대 | 비고                                                                              |
| 자모전 (字母錢) 동전 (銅錢) 금은 무문전 포·패폐 (布稗幣) 금은 무문전 포·곡폐 (布穀幣) 곡·사폐 (穀絲幣) 은 주자 (銀 注子)                                                                                                 | 기원전 957년 기원전 169년 (마한) ? (동옥저) ? (신라) 721년 (신라 성덕왕 20) ? (고구려) ? (백제)                                                                                     | 추정품(推定品) 추정품 쌀이나 베를 사용                                            |
| 은 발폐 (銀 鉢幣) 건원중보(乾元重寶) 은병 해동통보(海東通寶) 동국중보(東國重寶) 동국통보(東國通寶) 삼한통보(三韓通寶) 삼한중보(三韓重寶) 해동중보(海東重寶) 쇄은(碎銀) 소은병 오종포(五綜布) 은전(銀錢) 금 정폐(金 錠幣) | 948년 (고려 정종 3) 996년 (성종 15) 1101년 (숙종 6) 1102년 (숙종 7) ? (숙종시대) 1278년 (충렬왕 18) 1331년 (충혜왕 1) 1362년 (공민왕 11) 1390년 (공양왕 2)                          | 추정품 은 1근으로 만듦 구리로 만듦                                                |
| 저폐(楮幣) 조선통보(朝鮮通寶) 저폐 조선통보(朝鮮通寶) 전폐(箭幣) 동국통보(東國通寶) 십전통보(十全通寶) 조선통보(朝鮮通寶) 상평통보(常平通寶) 상평통보(常平通寶) 상평통보(常平通寶)                                       | 1394년 (조선 태조 3) 1401년 (태종 1) 1415년 (태종 15) 1423년 (세종 5) 1463년 (세조 9) 1625년 (인조 3) 1633년 (인조 11) 효종시대 숙종시대 영조-철종 1866년 (고종 3) 1883년 (고종 20) | 추정품 팔푼체(八分體) 훈자전(訓字錢) 배자전(背字錢) 당백전(當百錢) 당오전(當五錢) |

## 같이 보기
- 조선의 경제